# 菅原朱実
菅原 朱実（すがわら あけみ、1971年1月5日 - ）は、日本のAV女優。
作品により「菅原 朱美」と表記される。

## 略歴
- 2003年チャットレディーとしてネットデビュー。乱交好きと言うアブノーマルな性癖を持ちながら淫靡さと可憐さを併せ持つ淑女として人気を博した。
- 2005年にAVデビューした熟女系の淫乱AV女優。

## 出演作品

### アダルトビデオ
2005年
- 人妻解放区 露出痴女淫乱妻温泉旅行 #019 菅原朱実34才 (6月16日、GUTS）
- 素人マダムズ [LEVEL A] 其の二十一 (7月15日、アリスJAPAN）他出演:石井あづさ、鮎川るい、水城優子、斉藤りさ ※「菅原朱美」名義

2006年
- 死ぬまでにやっておきたい病院生活の中での7つのエッチ（2月19日、CROSS）共演:椎名実果、夏目あんな、手塚麗子、澤綾香、稲葉夕輝、大滝虹子
- 熟女厳選ファイル 1 熟せん。（2月25日、ルビー）
- 破廉恥奥さん! 僕もうビンビンです!!（5月16日、VIP）他出演:玉置マリア、岬七瀬、天霧真世
- 白衣淫夢（8月19日、CROSS）他出演:稲葉夕輝、大城楓、椎名実果、窪塚歩美、夏目あんな、澤綾香
- 働くおばさん! 2（10月25日、マドンナ）他出演:鈴野京香、広田真梨子
- 人妻たちの肉体が疼く理由 2（12月25日、マドンナ）他出演:結城ひろみ、保坂麻紀、片桐志穂、刹那愛、鈴野京香

2007年
- ホーニーワールド 165（1月1日、キャンドゥ）
- 淫乱熟女の履歴書 3（2月13日、溜池ゴロー）他出演:相澤さゆり、立河礼子
- バカAV女優とのハメ撮りで勝手にナマ中出ししちゃいました!!（5月11日、メディアバンク）他出演:長谷川優子、辻本りょう、山崎ちゆり、若葉かおり、美奈、浅野みみ、石川あいり
- 艶母姦通 ～背徳の契り 9～（7月13日、中嶋興業）
- ドキッ! 熟女だらけの水泳大会（7月25日、マドンナ）共演:風間ゆみ、白鳥美鈴、倖田李梨、風間百合恵、山本艶子、水沢久美、池田沙智子、北村麻美、椿美羚、横山恵子、谷本舞子、夏樹翔子、清水浅子、間宮いずみ、川村あんな、叶姫、秋川真理、塩原聡子、久保川純、倉沢なな、小杉亜佐美、山田エリナ、生田正子
- セレブ中出し（9月28日、イエローダック） ※「菅原朱美」名義
- どスケベ熟女筆下ろし 逆ナンパ強制中出し編（11月20日、ネクストイレブン）共演:天霧真世、萩原亜紀
- オナホール訪問販売員のおばさん（11月20日、ネクストイレブン）他出演:野宮凛子、天霧真世、松本幸子、萩原亜紀
- 行列のできる!! 集団痴熟女ラーメン店（12月20日、ネクストイレブン）共演:野宮凛子、松本幸子、天霧真世、萩原亜紀

2008年
- もうパパじゃなきゃダエなの 3（2月8日、東京音光）共演:Aya
- 義母さんが教えてあげる（3月14日、東京音光）共演:北原夏美
- 熟女中出し 人妻・妄想姦（4月10日、センタービレッジ）
- 本格レズ 美人社長が仕事に打ち込むその理由（4月11日、東京音光）共演:天霧真世、椎名杏樹
- おばちゃん労働者の淫ら汁（5月15日、ネクストイレブン）他出演:天霧真世、川本礼子、野宮凛子、はるえ、星月あいり、瑞樹
- 友達の母さん（6月5日、小林興業）共演:初枝
- 近親相姦 訳あり親子（7月19日、MARIA）
- 破廉恥痴女図鑑 6（8月13日、溜池ゴロー）他出演:山口かすみ、倉田みやび、谷本舞子、立河礼子、美月ゆう子
- 働くおばちゃんの淫らな労働汁（8月15日、ネクストイレブン）他出演:阿部紀子、天霧真世、大下さゆり、大塚珠季、桜井咲子、芹沢あすか、萩原亜紀
- 本格レズ 夫の連れ子に犯された未亡人（12月12日、東京音光）共演:生田沙織、ゆめのみみ

2010年
- 完熟女の花道4　3時間（4月9日、東京音光）共演：叶艶子、村上涼子、秋津薫、山口美花、生田沙織、松浦ユキ、吉田真由美